# Bulbophyllum rugosibulbum
Bulbophyllum rugosibulbum là một loài phong lan thuộc chi Bulbophyllum.